# 安德森维尔国家历史遗址
美国内战期间，安德森维尔监狱 ，官方称为桑特营 ，是南方邦联军队的战俘营 。监狱的地址现在在乔治亚州安德森维尔的安德森维尔国家历史遗址。大多数地址实际上在西南部的梅肯郡，靠近安德森维尔东侧。它包括南北战争监狱遗址，安德森维尔国家公墓和国家战俘博物馆。45,000名北方联邦囚犯中大约有12,913人死于饥饿，营养不良，腹泻，疾病，与据称的虐待，守卫的钝器所伤。

## 环境
| 兰塞姆标记的区域: \| 1. 总部, 2. 抵抗者营地. 3. 医院, 4. 厨房, 5. 停尸房, 6. 死亡线, 7. 小岛, 8. 苏特勒营, 9. 行政中心. \| \| 10. 死亡线沿路的医院. 11. 市场路, 12. 宽路, 13. 内侧围栏, 14. 第二道围栏, 15. 第三道围栏, 16. 中尉总部, 17. 洗澡间, 18. 步枪维修间, 19. 阿斯特乱区. \| |  | |
| 1. 总部, 2. 抵抗者营地. 3. 医院, 4. 厨房, 5. 停尸房, 6. 死亡线, 7. 小岛, 8. 苏特勒营, 9. 行政中心. |  | 10. 死亡线沿路的医院. 11. 市场路, 12. 宽路, 13. 内侧围栏, 14. 第二道围栏, 15. 第三道围栏, 16. 中尉总部, 17. 洗澡间, 18. 步枪维修间, 19. 阿斯特乱区. |

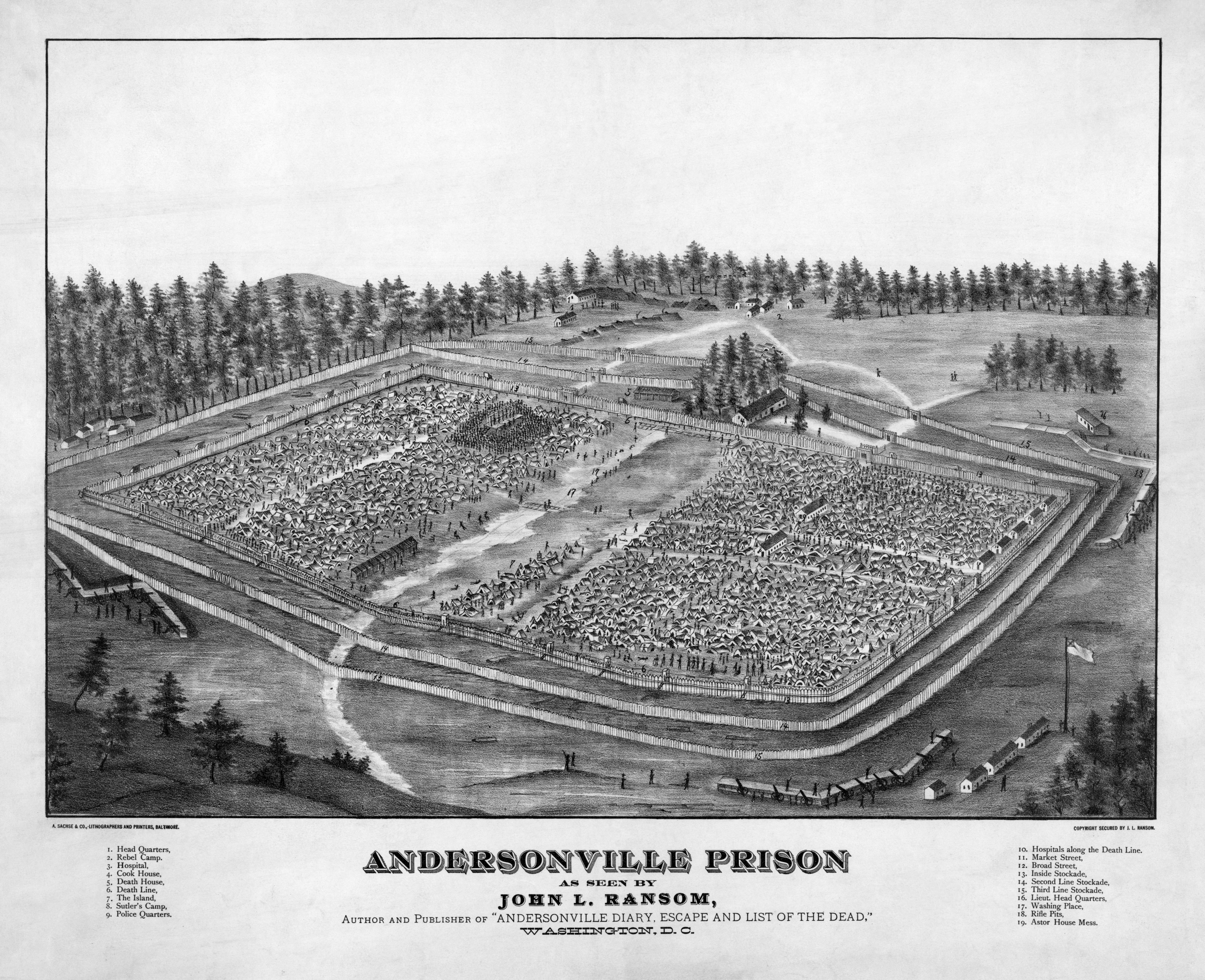
安德森维尔日记，逃亡者和死者的名单作者约翰·L·兰塞姆对安德森维尔监狱的刻画
兰塞姆标记的区域:

监狱于1864年启用，起初面积为16.5英畝（67,000平方）四周由15-英尺（4.6-）高的栅栏围城。在1864年6月，它被增加到26.5英畝（107,000平方）。围栏为矩形，长宽为1,620英尺（490），779英尺（237）。西侧有两个入口，分别称为“北门”和“南门”。 
一个战俘描述他的入营经过：
“进入这里时，眼前的景象映入眼帘
，恐惧凝固了我们的血液
使我们心跳停止。
曾经在我们面前的外形是活跃与
直立的; - 伟岸的男人，现在
不过是行尸走肉，身上尽是污秽与
臭虫。我们中的许多人，带着炙热与
强烈的感觉，发自内心地惊呼
“这是地狱吗？”“上帝保佑
我们！”所有人都认为他能活着
把他们带出这个鬼地方。
整个地方的中间，是一片沼泽地，在狭小的空间占了
大约三四亩地
部分的沼泽用于
沉浸囚犯，
地板上都是粪便，所产生的气味
令人窒息。分配给我们90个人的
的区域
在这瘟疫地点（沼泽地）的附近，在这可怕的环境下，我们如何活
过这个炎热的夏天，
才是我们所考虑的。”
 
兰塞姆·查德威克，纽约第85步兵团成员，的日记中记载了此营更详细的描述。查德威克和他的团队友在1864年四月30日被押送到了安德森维尔监狱。
安德森维尔围栏内约19英尺（5.8），树立着叫做“死亡线”的小栅栏。它粗制的原木制成，高16英尺（4.9），界定了一段无人区，用于防止囚犯翻出围栏逃跑。 北方战俘营中南方邦联的囚犯面临着相同的命运，同样采用“死亡线”的小栅栏，处于“鸽子棚”（pigeon roosts）的哨兵，无需任何命令，就可以射杀任何跨过甚至是触碰到栅栏的人。

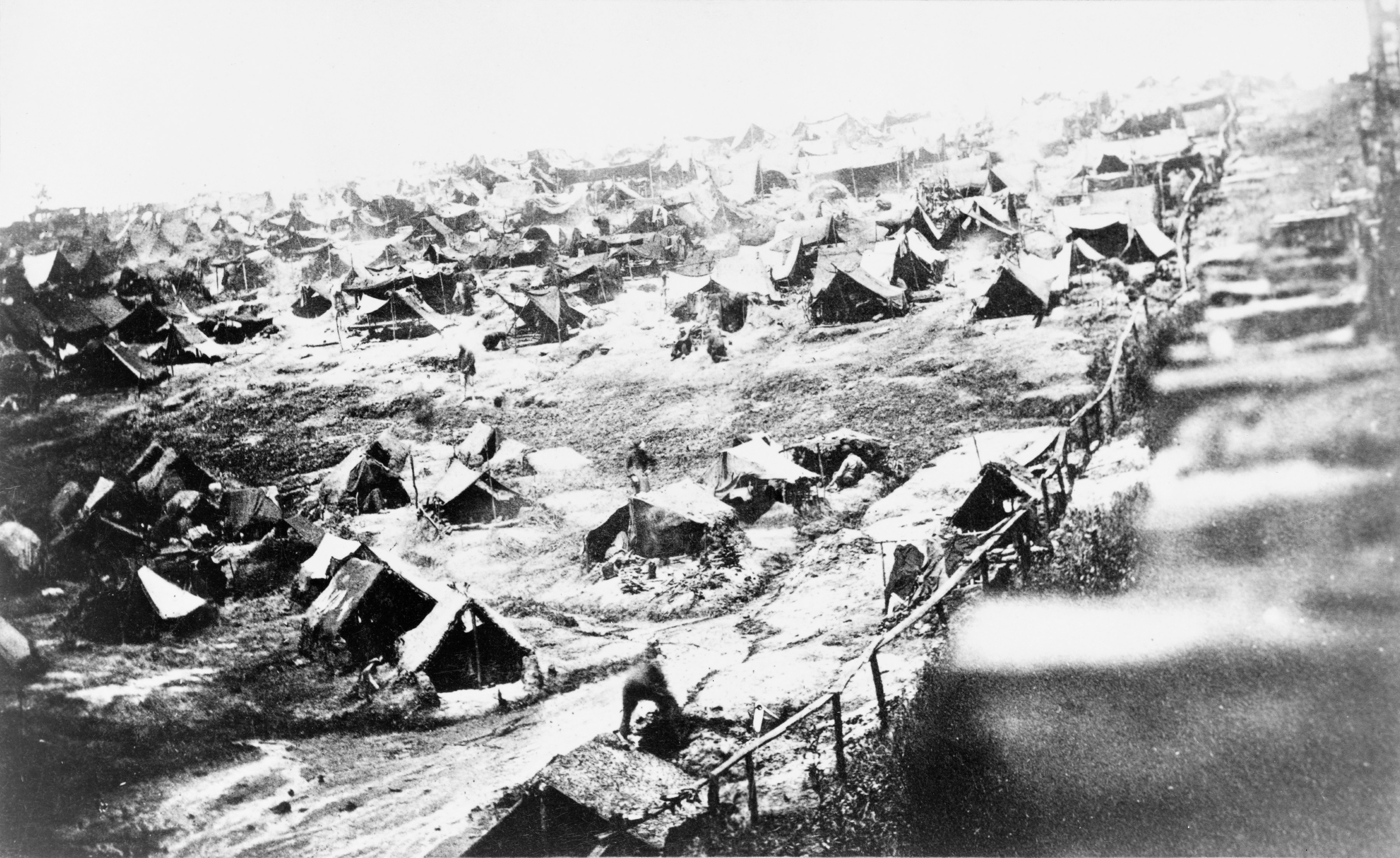
安德森维尔囚犯与帐篷，西南视角看到的死亡线，1864年8月17日。

战争期间，安德森维尔监狱经常食物供给不足，监狱内的囚犯与南方邦联的工作人员都面临相同的问题。即便是数量足够，供给质量也差并且准备不足。在1864年夏天，北方联邦囚犯遭受了严重的饥饿，曝晒和疾病。七个月内，大约有三分之一的人死于被诊断为痢疾和坏血病的疾病，并被埋在万人坑中，这是安德森维尔监狱当局的标准做法，北方军队的做法与死亡率大体与之相同。1864年，南方邦联的外科总医师要求传染病专家约瑟夫·琼斯调查营地的高死亡率。他认为，这是因为“坏血病性痢疾”（维生素C缺乏引起的出血性腹泻），但事后发现，钩虫病猖獗（南北战争时尚未认知到的情况）才是极度瘦弱与腹泻的原因。
大量北方联邦囚犯居住在监狱墙内，导致围墙的溪水供给被污染。部分溪流用作强制囚犯冲洗的水槽。

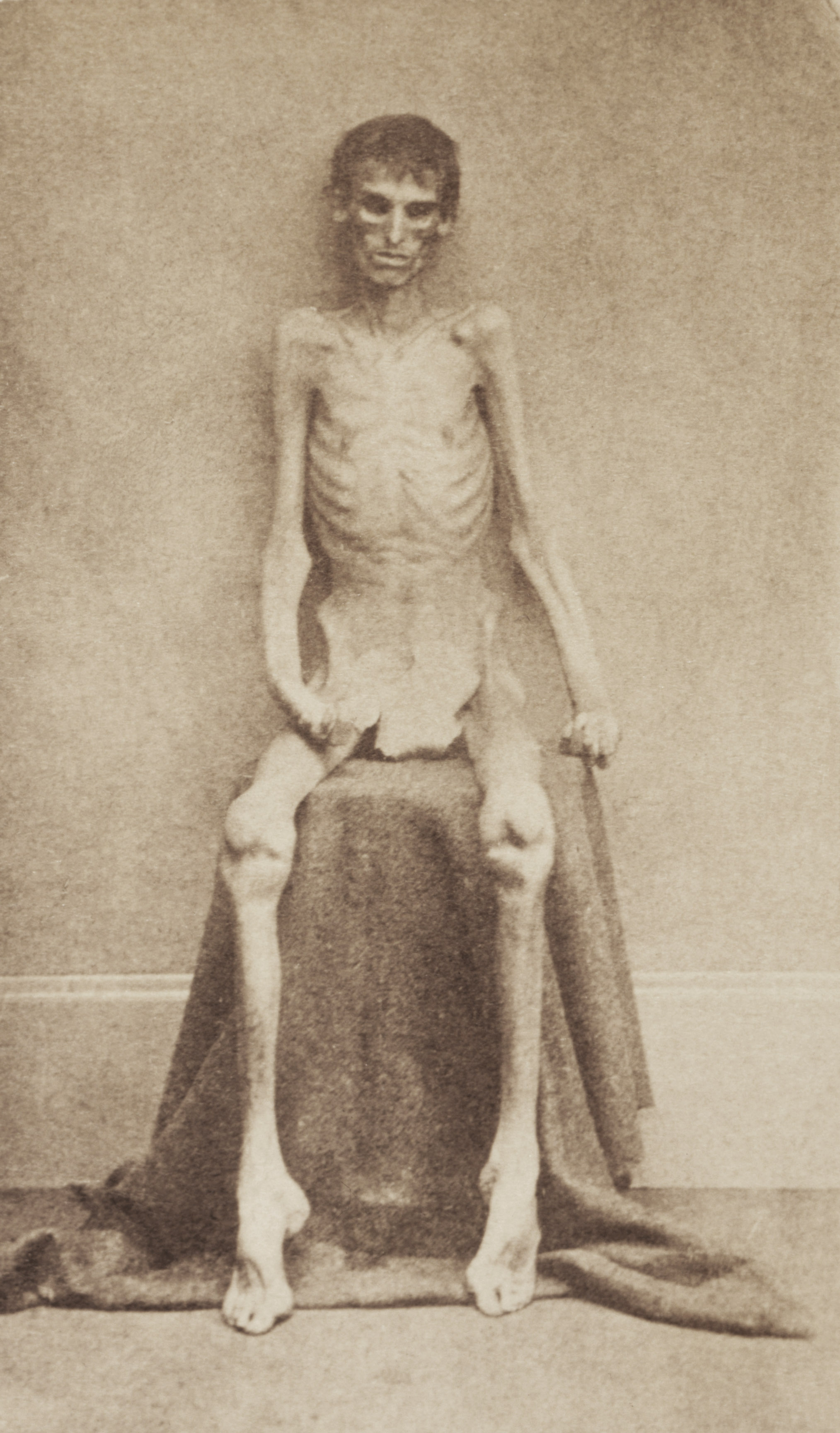
存活的北方士兵

囚犯不仅仅是要面对守卫，疾病，饥饿，曝晒。一群自称是安德森维尔掠夺者的囚犯，为偷盗食物，珠宝，钱，衣物而攻击狱友。他们大多用棍棒杀害狱友来得到自己想要的东西。另一组自称为“调停者”的人出面制止盗窃 。他们几乎抓捕了全部掠夺者，并且从新的囚犯中选出法官 (Peter "Big Pete" McCullough) 和陪审团来审理他们。一经认为有罪，陪审团则对掠夺者惩以刑罚，其中包括，夹道鞭笞，上足枷，套链球脚镣，其中有六个案件使用了绞刑。
因为条件过差，沃兹上尉在1864年7月，假释了五个联邦军士兵去派送由安德森维尔囚犯签署的要求北方联邦恢复战俘交换的请求。请求被拒，假释的士兵返回并报告战友。 
1864年夏末，南方邦联表示，如果北方联邦派船（安德森维尔是内陆地区，只有铁路可达）来接收，愿意无条件释放战俘。1864年秋，攻占亚特兰大之后，只要是身体还能够行动的囚犯，都送往乔治亚州米伦和南卡罗来纳州佛罗伦萨。米伦的大部分条件较好，在 威廉·特库姆塞·舍曼将军开始向大海进军后，囚犯返回安德森维尔，那里的条件已经有所改善。
在战争期间，45000名囚犯收入到安德森维尔监狱，其中有12,913人死亡。 他们的死因和方式持续在历史学家之间产生争议。有些人争辩说，这是南方邦联对联军囚犯故意所犯战争罪的结果，另一些人认为是因由极度拥挤，食物短缺，管理员无能，与邦联拒绝释放黑人士兵所导致的人员过度，所致的疾病引起的。
一位年轻的联军囚犯Dorence Atwater被选去记录死亡人员的名字和人数，用于战后的南方邦联和联邦政府。但他认为联邦政府不可能会看这份名单，并且，结果如他所料。他坐在监狱负责人亨利·沃兹旁边，并在其他文件中藏入他另外记录的名单。获释后，Atwater把这份名单收入包中，安全带离。纽约论坛报 所有人，霍勒斯·格里利，得知联邦政府拒绝公开，Atwater并因此难过后，便将这份名单公开在他的报纸上。Atwater认为，安德森维尔确实使得士兵无法打仗。
安德森维尔破旧的条件记载在战俘纽厄尔·伯奇的
日记中。第154纽约步兵团的伯奇，在葛底斯堡战役的第一天就被捕，先后被囚禁在贝尔岛和安德森维尔。他被认为是内战中囚禁在南方邦联中最久的士兵，长达661天（usgwarchives.net）。他的日记目前为明尼苏达州历史学会所有。

## 余波

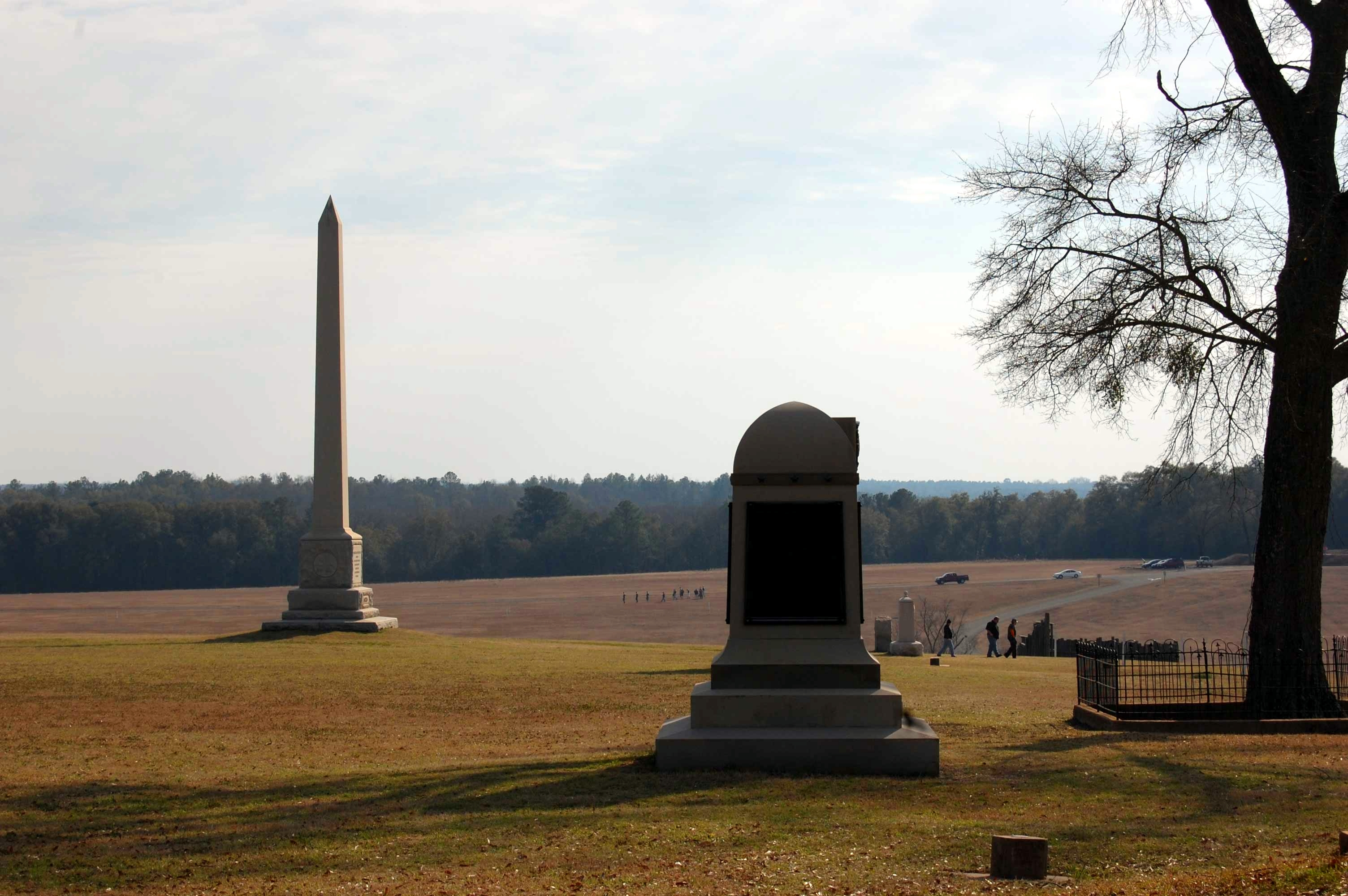
部分安德森维尔纪念碑

战争后，营桑特内指挥官， 亨利·沃兹 ，因被指控犯共谋与谋杀罪而被军事法庭审判。审判由联军将军路易斯·华莱士和特派首席军法署检察官诺顿·帕克·奇普曼主持。
一些囚犯指证了安德森维尔的环境，许多人控诉沃兹具体的暴行，但其中多数都无法证实，并且对于某些指控，沃兹当时甚至并不在场。法庭也考虑了获得的南方邦联记录中的官方信函。也许，最具毁灭性的是一封詹姆斯·琼斯医生发往南方军医处处长的一封信，当时里士满派琼斯医生前去调查桑特营的环境。 琼斯为他所发现而震惊，他以图示详细描述的交给上级的报告差一点让这件事结案。沃兹呈出他曾经尝试要求南方邦联提供更多食物与改善囚犯环境的证据。
令沃兹不幸的是亚伯拉罕·林肯总统最近被暗杀了，所以政治环境并非处于同情的状态。沃兹被定犯有罪，判处死刑。1865年11月10日，他被绞死。沃兹是唯一因内战而接受审判并被判犯有战争罪的南方邦联的军官（另请参见Champ Ferguson）。战后，囚犯所遭受的苦难，是北方公众形成对待南方看法的一个因素。
1890年共和国大军（内战联邦退伍军人协会），乔治亚分会购买了监狱遗址。  1910年，妇女救援团（附属于共和国大军）将该址捐给了联邦政府。

## 国家战俘博物馆
国家战俘博物馆于1998年开馆，以纪念全美战俘。展览采用艺术，摄影，陈列，播放视频的形式，来聚焦不同时期的战俘，生存条件，以及美国战俘的苦难和经历。同时，博物馆也作为公园的游客中心。

## 安德森维尔国家公墓

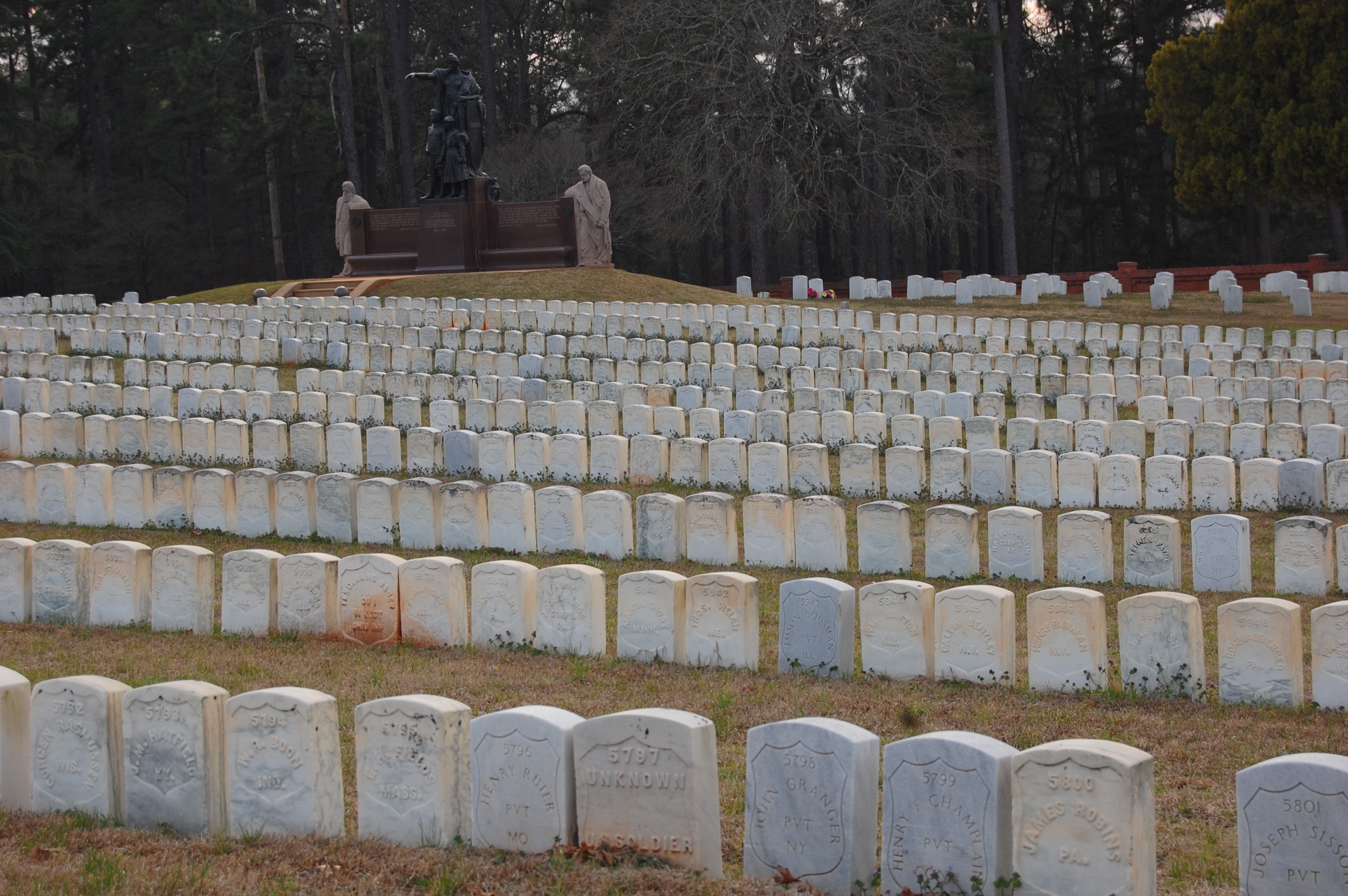
安德森维尔国家公墓

公墓是死于桑特营关押时期战俘的安息地。埋葬地点已成为国家公墓 。包含13,714座坟墓，其中921座标记为“未知”。
作为国家公墓，对于近代的老兵与家属，它目前是一个令人尊敬的墓地。

## 历史监狱遗址
营桑特的遗址有26.5英畝（10.7公頃）可供游客行走，这部分用两排白色标竿划定界限。北门和东北角的两部分的围栏墙已经重建过。

## 流行文化中的描绘
- 安德森维尔 是麦金利坎特关于此监狱的小说。最初于1955年发布，并于次年获得普立兹小说奖。

- 1959年戏剧安德森维尔审判 （于1971年在PBS播出）描述了1865年对安德森维尔指挥官亨利沃兹的审判。

- 1996年电影安德森维尔 ，由约翰·弗兰肯海默执导，讲述了臭名昭著的南方邦联战俘营的故事。 [21]

- Gene Hackman; Daniel Lenihan. . Macmillan. 2008: 352  [2011-08-14]. ISBN 0-312-36373-7. （原始内容存档于2016-12-01）.

## 阅读延伸
- Chipman, Norton P. The Horrors of Andersonville Rebel Prison  (San Francisco, 1891).
- Cloyd, Benjamin G. Haunted by Atrocity: Civil War Prisons in American Memory  (Louisiana State University Press; 2010) 272 pages
- Genoways, Ted & Hugh H. Genoways (eds.), A Perfect Picture of Hell: Eyewitness Accounts by Civil War Prisoners from the 12th Iowa , (Iowa City, 2001).
- McElroy, John, Andersonville: A Story of Rebel Military Prisons  (Toledo, 1879).
- Ransom, John, "Andersonville Diary" 1881
- Rhodes, James, History of the United States , volume v (New York, 1904), for an impartial account.
- Spencer, Ambrose, A Narrative of Andersonville  (New York, 1866).
- Stevenson, R. Randolph, The Southern Side, or Andersonville Prison  (Baltimore, 1876).
- Voorhees, Alfred H. Private Diary of a Prisoner at Andersonville （页面存档备份，存于）, 1864.  Transcribed by Rebecca Voorhees.